# Skugrići
Skugrići (cyr. Скугрићи) – wieś w Bośni i Hercegowinie, w Republice Serbskiej, w gminie Milići. W 2013 roku liczyła 581 mieszkańców.